# Анді Гольдбергер
Анді Гольдбергер  (нім. Andreas "Andi" Goldberger; нар. 29 листопада 1972) — австрійський стрибун з трампліна, олімпійський медаліст.

## Виступи на Олімпіадах
| Олімпіада        | Дисципліна             | Місце |
| ---------------- | ---------------------- | ----- |
| Ліллехаммер 1994 | інд., норм. трамплін   | 7     |
| Ліллехаммер 1994 | інд., великий трамплін | 3     |
| Ліллехаммер 1994 | ком., великий трамплін | 3     |
| Нагано 1998      | інд., норм. трамплін   | 22    |